# Christiane zu Salm

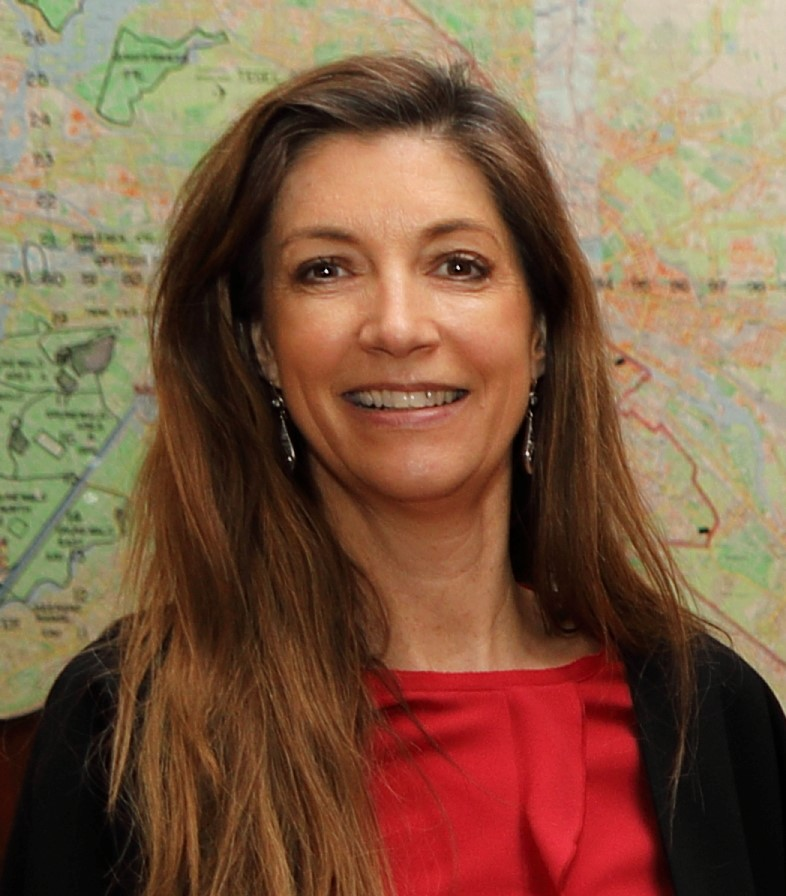
Christiane zu Salm (2018)

Christiane zu Salm (* 2. Oktober 1966 in Mainz als Christiane Hansen; bürgerlich Christiane Prinzessin zu Salm-Salm; gesch. Kofler) ist eine deutsche Medienmanagerin und Medienunternehmerin, Verlegerin und Kunstsammlerin. Von 1998 bis 2001 war sie Geschäftsführerin von MTV Central Europe, danach bis 2005 Geschäftsführerin und Anteilseignerin des Privatsenders tm3, den sie bereits im September 2001 in den Gewinnspielsender 9Live umwandelte. Von 2016 bis 2023 war Christiane zu Salm Inhaberin des Berliner Nicolai Verlages. 

## Leben
Christiane zu Salm wurde 1966 als Tochter des Verlegers Volker Hansen und seiner Ehefrau, einer Hauswirtschaftslehrerin, in Mainz geboren. Dort besuchte sie das katholische Mädchengymnasium Maria Ward-Schule. Von 1985 bis 1988 machte sie in Frankfurt am Main eine Lehre zur Verlagsbuchhändlerin beim S. Fischer Verlag. Im selben Jahr begann sie an der Ludwig-Maximilians-Universität in München ein Betriebswirtschaftsstudium, das sie 1992 mit den Schwerpunkten Strategische Unternehmensführung und Marketing abschloss.
1993 wurde sie Referentin der Geschäftsführung der UFA Film- und Fernseh GmbH unter Bernd Schiphorst in Hamburg. 1994 wurde sie Abteilungsleiterin Merchandising & Musikproduktionen der Grundy UFA TV Produktions GmbH in Berlin, gründete einen Musikverlag und ein Musiklabel. 1995 bis 1997 war sie Leiterin des Kinderprogramms der UFA Fernsehproduktion GmbH.
1997 machte sie sich als geschäftsführende Gesellschafterin des Musikverlags Media Branding GmbH selbständig. 1998 wurde sie Geschäftsführerin von MTV für die Länder Deutschland, Österreich und Schweiz. Im März 2001 verließ sie den Sender, um Vorstandsvorsitzende und Geschäftsführerin der Euvia Media AG, der Einkaufs- und Betreibergesellschaft von sonnenklar TV, zu werden. 2001 wurde sie Geschäftsführerin und Anteilseignerin des Privatsenders tm3, der im Vorjahr die UEFA Champions League übertragen hatte. Zu Salm wandelte den Sender, der die Rechte nun an RTL sublizenzierte, noch im selben Jahr in den Gewinnspielsender 9Live um. Die 9Live Fernsehen GmbH & Co. KG finanzierte sich hauptsächlich durch umstrittene Call-in-Gewinnspiele.
Nach dem Verkauf ihrer Geschäftsanteile an sonnenklar TV und 9Live an die ProSiebenSat.1 Media AG gab sie diese Tätigkeit im September 2005 auf. Anschließend war sie bis 2008 Mitglied im Advisory Board des Auktionshauses Phillips de Pury & Company. Von Februar 2006 bis März 2008 saß sie im deutschen Beirat des spanischen Hotspot-Netzwerks FON. Im Frühjahr 2007 legte sie den Medien-Fonds About Change Ventures auf, der in digitale Medienunternehmen im In- und Ausland investiert.
Von 2007 bis 2019 hielt Christiane zu Salm einen Sitz im Verwaltungsrat der Schweizer Mediengruppe Ringier AG. Im Zeitraum von 2008 bis 2012 war sie zudem Mitglied der Monopolkommission.
Von April 2008 bis November 2008 leitete sie als Mitglied des Vorstands von Hubert Burda Media das eigens für sie geschaffene Ressort Cross Media. Damit zählten Internet-TV, Handy-TV sowie crossmediale Formate für verschiedene Medien zu ihren Aufgabenbereichen. Bereits im November 2008 verließ sie den Konzern wieder; sie hatte aus persönlichen Gründen um eine vorzeitige Auflösung ihres Vertrags gebeten, blieb allerdings noch bis Ende 2009 Beraterin des Verlags.
Als Senior Advisor war sie bei der Investmentbank JPMorgan mit den Bereichen M&A und Investment Banking betraut. An der Universität der Künste in Berlin lehrte sie als Gastprofessorin Medienmanagement. Zu Salm ist Mitglied der Expertenkommission für die Vereinbarkeit von Familie und Beruf der Bertelsmann Stiftung. 2016 erwarb sie den Berliner Nicolai Verlag.
Von November 2007 bis 2010 zeigte sie im neuen Chipperfield-Bau am Kupfergraben in Berlin ausgewählte Werke aus ihrer Kunstsammlung, unter anderem von Kurt Schwitters, Isa Genzken und Pae White.
Nach einer lange dauernden persönlichen Krise hat sie eine Ausbildung zur Sterbebegleitung absolviert.
Heute arbeitet sie als Trauerrednerin.

## Privates
Die Managerin heiratete 1995 Ludwig Prinz zu Salm-Salm. Die Ehe wurde 2002 geschieden.
Später lebte sie mit Georg Kofler, dem früheren Vorstandsvorsitzenden des TV-Senders Premiere, zusammen. Sie haben seit 2004 eine gemeinsame Tochter und heirateten 2010. Das Paar trennte sich im September 2018 und ist seit Februar 2023 geschieden.

## Werke
- Christiane zu Salm: Zaubermaschine interaktives Fernsehen? TV-Zukunft zwischen Blütenträumen und Businessmodellen. Gabler, Wiesbaden 2004, ISBN 3-409-12637-6.
- Christiane zu Salm: Manifesto Collage: Über den Begriff der Collage im 21. Jahrhundert. Defining Collage in the Twenty-First Century. Verlag für Moderne Kunst, Nürnberg 2012, ISBN 978-3-86984-340-7.
- Christiane zu Salm: Dieser Mensch war ich. Nachrufe auf das eigene Leben. Goldmann, München 2013, ISBN 978-3-442-31350-1.
- Christiane zu Salm: Weiterleben. Nach dem Verlust eines geliebten Menschen. Goldmann, München 2016, ISBN 978-3-442-31382-2.